# Růstové rozprasky
Růstové rozprasky jsou neinfekční, neparazitické poškození rostlin, vzniklé vlivem překotného růstu nebo zvětšování objemu buněk pletiv působením abiotických podmínek. Častěji jsou popisovány u hlíz druhu lilek brambor, plodů třešní nebo plodů druhu rajče jedlé, ale vyskytují se i u plodů jabloní či kořenů mrkve. Praskání vlivem nadbytku vody nebo překotného růstu mohou podléhat i dužnaté stonky. K praskání plodů hroznů révy vinné dochází vlivem napadení plísní šedou nebo při poškození postřikem přípravky s obsahem síry. K praskání kmenů dřevin dochází při teplotních změnách v předjaří nebo při fyzikálních změnách pletiv vlivem úderu bleskem.

## Mechanismus vzniku
Růstové rozprasky jsou zpravidla výsledkem výkyvů počasí, především vlivem nadměrných srážek po období sucha. Výsledkem nadměrného tlaku vody v rostoucích plodech (rajčat, třešní atp.) dochází k praskání pokožky. Mikroskopické trhliny jsou přičítány nerovnoměrné zálivce nebo rychlému osýchání mokrých plodů. Poškozené plody bývají dále napadeny patogeny, což vede k dalšímu poškození. Přesný mechanismus vzniku není popsán.

## Hospodářský význam
Poškození hlíz bramboru snižuje možnost jejich použití pro některé potravinářské úpravy. Plody a zemědělské výpěstky s rozprasky jsou neatraktivní.